# Диацилглицероллипаза
Диацилглицероллипаза, также известная как DAG липаза, DAGL или DGL, (Шифр КФ 3.1.1.34) является ключевым ферментом в биосинтезе эндоканнабиноида 2-арахидоноилглицерина. Она катализирует гидролиз диацилглицерина, высвобождая свободную жирную кислоту и моноацилглицерин.
Этот фермент воздействует на хиломикроны, а также липопротеины низкой плотности (ЛПНП) и очень низкой плотности (ЛПОНП).
Были клонированы два отдельных гена, кодирующих ферменты DGL, названные DGLα (DAGLA) и DGLβ (DAGLB), которые имеют 33 % идентичности последовательностей.

## Ингибиторы
Было описано, что фермент селективно ингибируется двумя агентами, RHC80267 и тетрагидролипстатином .